# Meine Ehre heißt Treue

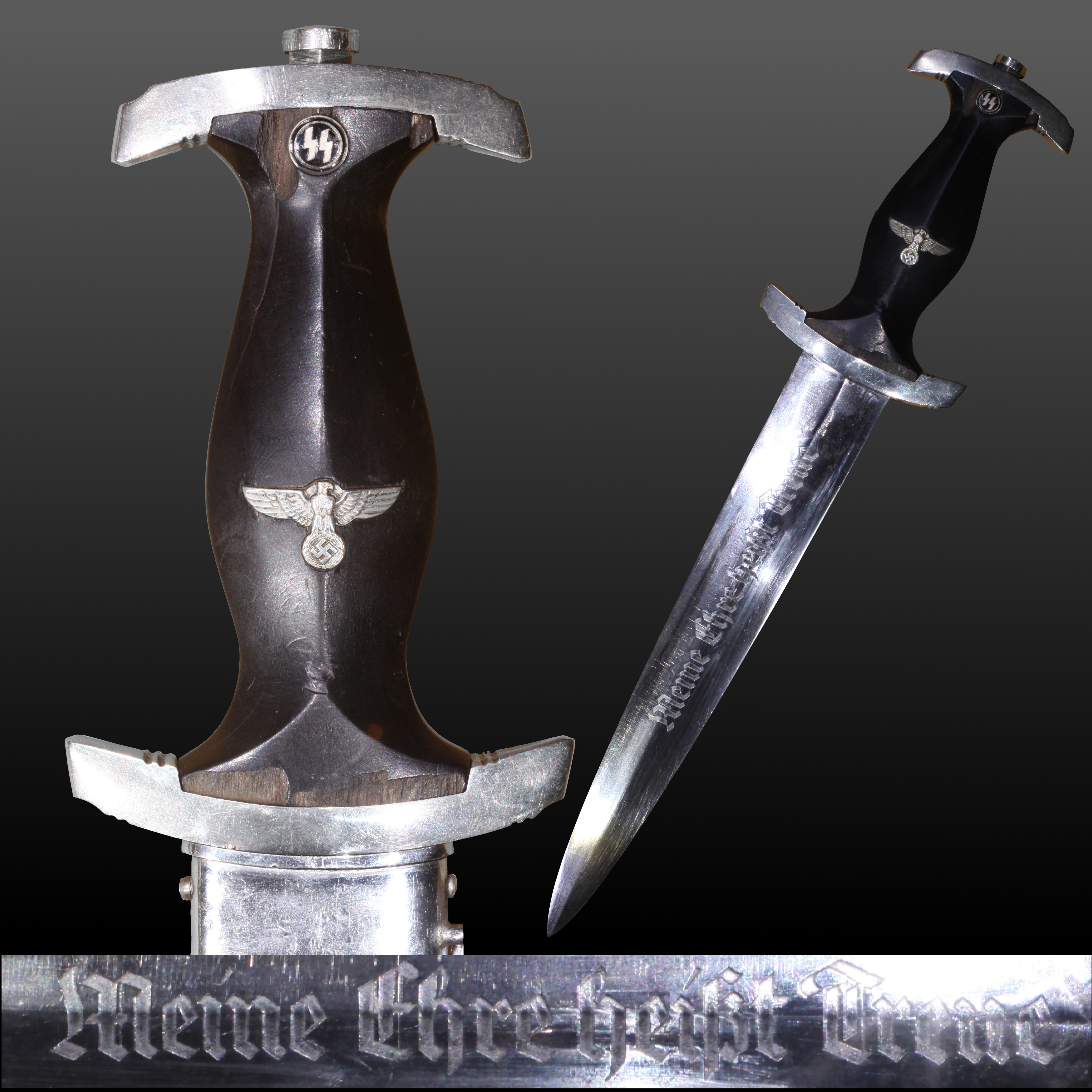
SS:s hedersdolk med inskriptionen "Meine Ehre heißt Treue".

Meine Ehre heißt Treue, svenska Min ära heter trohet eller Min ära är trohet, var tyska Schutzstaffels (SS) motto.
Mottot har sitt ursprung i ett brev som Adolf Hitler ställde till dåvarande chefen för SS i Berlin, Kurt Daluege. Hitler tackade Daluege för dennes lojalitet i kväsandet av en revolt som hade letts av Walter Stennes, chef för Sturmabteilung (SA) i Berlin. En av formuleringarna i Hitlers tackbrev till Daluege lyder: "SS-Mann, deine Ehre heißt Treue!" ("SS-man, din ära heter trohet!). Heinrich Himmler tog därefter detta till motto för SS i något förändrad form: "Min ära heter trohet!"